# Ober-Erlenbach
Ober-Erlenbach ist ein Stadtteil von Bad Homburg vor der Höhe im südhessischen Hochtaunuskreis.

## Geografische Lage
Ober-Erlenbach liegt am nördlichen Stadtrand von Frankfurt am Main. Östlich grenzt es an die Stadt Karben im Wetteraukreis. Geografisch gehört der politisch zum Hochtaunuskreis gehörende Ort zur von flachen Feldern und Wiesen geprägten südlichen Wetterau.

## Geschichte

### Mittelalter
Der Name stammt von dem den Stadtteil durchquerenden Erlenbach. Die ersten urkundlichen Hinweise auf ein Dorf namens Arilbach, aus dem später Ober- und Nieder-Erlenbach hervorgegangen sind, stammen aus der zweiten Hälfte des 8. Jahrhunderts.
Das Dorf gehörte zeitweilig dem Kloster Lorsch und der Benediktiner-Abtei Hersfeld, dann verschiedenen weltlichen Adelsgeschlechtern. Schließlich gelangte Ober-Erlenbach an Kurmainz. Die Bauern des Dorfes waren leibeigen.

### Frühe Neuzeit
Seit der Wende vom 16. zum 17. Jahrhundert wurde das Solmser Landrecht in Ober-Erlenbach Gewohnheitsrecht. Das Gemeine Recht galt nun nur noch, wenn das Solmser Landrecht für einen Sachverhalt keine Bestimmungen enthielt. Das Solmser Landrecht blieb auch in der Zeit, als der Ort im 19. Jahrhundert zum Großherzogtum Hessen gehörte, geltendes Recht, das erst zum 1. Januar 1900 von dem einheitlich im ganzen Deutschen Reich geltenden Bürgerlichen Gesetzbuch abgelöst wurde.
1691 wurde Ober-Erlenbach vom Erzbischof von Mainz als Lehen an das freiherrliche Geschlecht von Ingelheim vergeben. Sie waren bis ins 19. Jahrhundert Inhaber des Patrimonialgerichts Ober-Erlenbach. Mit Unterstützung des neuen Lehnsherren wurden 1765 die jetzige Kirche St. Martin und 1793 ein neues Schulhaus erbaut.

### Neuzeit
Als Folge der napoleonischen Kriege kam Ober-Erlenbach über das Großherzogtum Frankfurt zum Großherzogtum Hessen(-Darmstadt), das das Dorf seiner Provinz Oberhessen zuordnete. Da dort bereits seit 1811 die Leibeigenschaft abgeschafft war, geschah das auch in Ober-Erlenbach. Grund und Boden, darunter der Oberhof und die damit verbundenen Rechte, gehörten weiter den Ingelheimern.
Von 1821 bis 1853 gehörte Ober-Erlenbach zum Bezirk des Landgerichts Großkarben, der 1853 aufgelöst wurde, dann bis 1879 zu dem des Landgerichts Vilbel, ab 1879 zu dem des Amtsgerichts Vilbel.
1901 wurde in Ober-Erlenbach der Grundstein für ein neues Schulhaus mit Lehrerwohnung gelegt. Die Einwohnerzahl des Dorfes hatte inzwischen die Tausendergrenze überschritten: Im Jahr 1900 waren 1053 Männer, Frauen und Kinder gezählt worden. Ober-Erlenbach war schon längst nicht mehr das Bauerndorf, als das es im Mittelalter entstanden war. Die Aufhebung der Leibeigenschaft und die Industrielle Revolution im 19. Jahrhundert hatten auch hier die Sozialstruktur einschneidend verändert. Viele – vor allem männliche – Einwohner arbeiteten als gelernte oder ungelernte Kräfte im nahen Frankfurt.

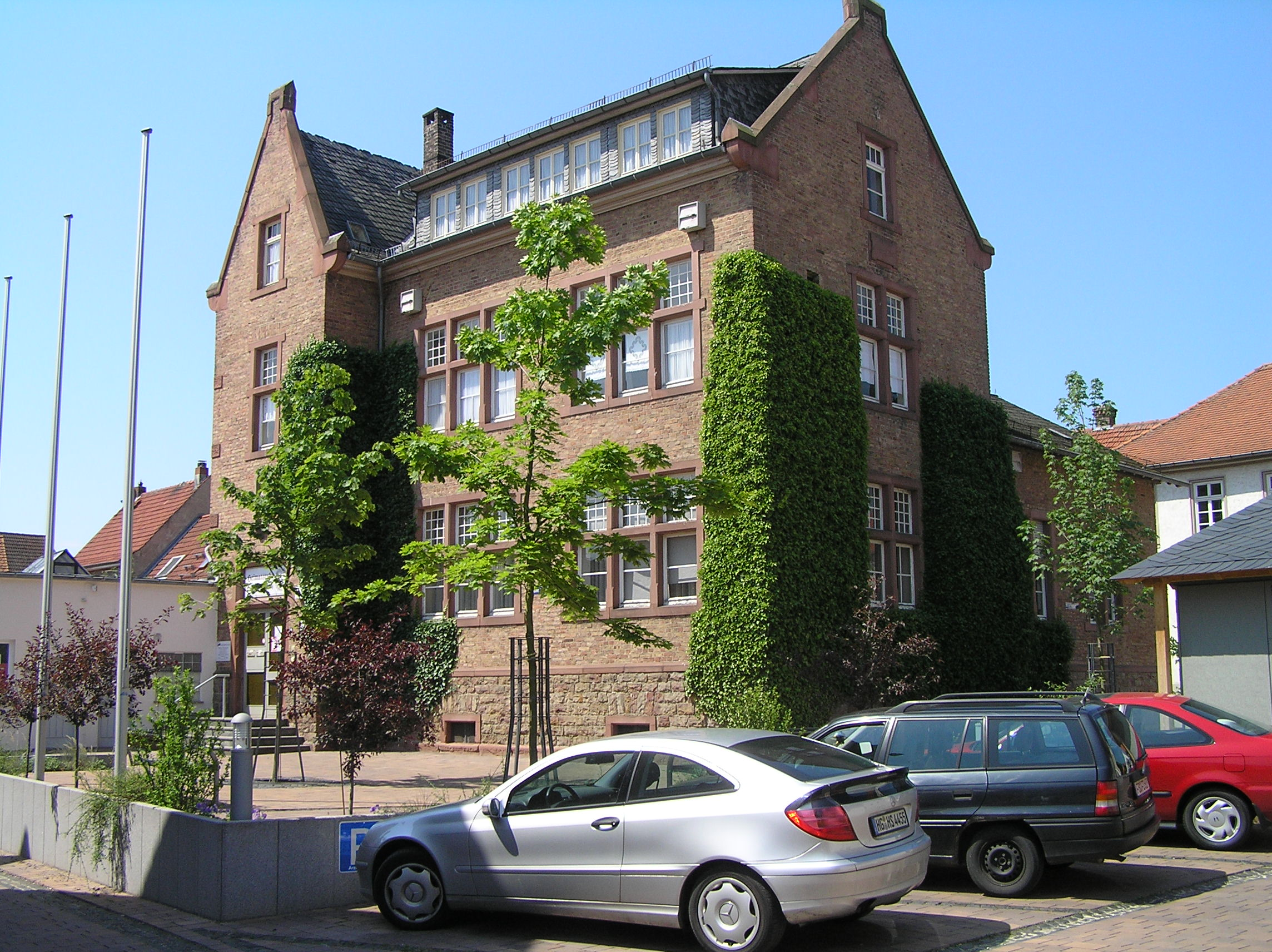
Alte Schule

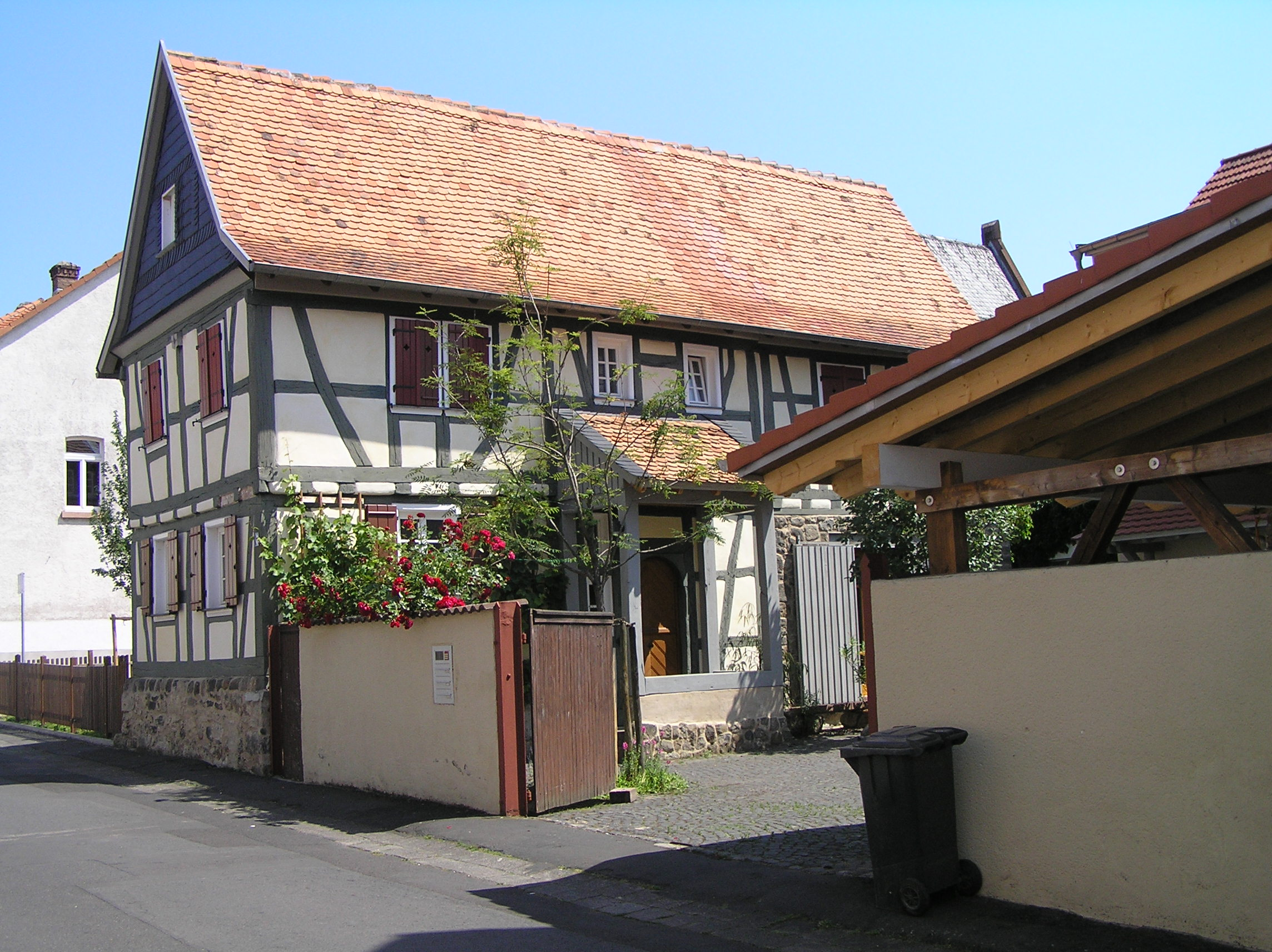
Fachwerkhaus in der Ortsmitte

Es machte sich aber in diesen Jahren auch der Aufschwung der Technik bemerkbar; denn die Gemeinde wurde an das staatliche Telefonnetz angeschlossen. Gleichzeitig scheint auch die Korrespondenz so zugenommen zu haben, dass die Eröffnung einer dörflichen Postagentur unabdingbar wurde. Am 23. Juli 1913 kehrte der Fortschritt endgültig ins Dorf ein: Erstmals brannte elektrisches Licht. Fließend Wasser erhielt das Dorf allerdings erst im Jahre 1958.
Durch den Ersten Weltkrieg von 1914 bis 1918 wurde die begonnene Aufwärtsentwicklung Ober-Erlenbachs unterbrochen. Sechsundvierzig Männer sind an den verschiedenen Fronten gefallen oder wurden vermisst. Die beiden größeren Glocken der Kirche sowie die Zinnpfeifen der Orgel von St. Martin wurden demontiert und zur Munitionsherstellung eingeschmolzen. Die Glocken konnten erst 1922 ersetzt werden.
Es gab zu Beginn der Weimarer Republik etwa 1100 Einwohner, davon 800 Wahlberechtigte.
1927 erwarb eine „Hauptgeschäftsstelle gegen Suchtgefahren e. V.“ aus Berlin ein am Dorfrand gelegenes Gelände mit Mühle und den entsprechenden Lager-, Keller- und Wohnräumen, und überließ dieses Anwesen einem badischen Obstbaumeister, Josef Baumann, mit der Auflage, hier eine „Lehr- und Versuchsanstalt für gärungslose Früchteverwertung“ auszubauen.
Josef Baumann erschien hierfür der geeignete Mann zu sein, denn er hatte einige Jahre davor ein Verfahren und Gerätschaften entwickelt, um Fruchtsäfte ohne chemische Konservierungsmittel haltbar zu machen: er war damit der Vater der europäischen Fruchtsaft-Industrie geworden. Tatsächlich gelang es Baumann, innerhalb kurzer Zeit in Ober-Erlenbach ein Zentrum der im Entstehen begriffenen Fruchtsaft-Industrie zu schaffen.
Schon ab den frühen 1930er Jahren fanden nun das ganze Jahr über Lehrgänge statt; Lehrlinge und Praktikanten aus aller Herren Ländern wurden ausgebildet, Ausstellungen beschickt und die Fachzeitschrift „Flüssiges Obst“ monatlich herausgegeben. Hier auch wurden von der Maschinenbau-Industrie neu entwickelte Maschinen und Verfahren für die Fruchtsaft-Industrie getestet, hier fanden Fachtagungen statt, kurz: in den 50 Jahren von 1930 bis 1980 war Ober-Erlenbach zum „Mekka“ der „Süssmost- und Fruchtsaft-Industrie“ geworden. Nach dem Tod von Josef Baumann wurde dessen Lebenswerk im Schwerpunkt von den Hochschulen/Lehranstalten in Geisenheim und in Weihenstephan weitergeführt.
Im Jahre 1975 wurde der Süßmost-Betrieb, den Josef Baumann auf dem Grundstück der früheren Ortsmühle im Jahre 1927 gegründet hatte, von der Familie Rühl übernommen, die ihn fünfzehn Jahre später schloss. Das Gelände wurde an die Stadt Bad Homburg verkauft, die die Gebäude abreißen ließ. Im Jahre 1997 entstand hier als neues Gemeindezentrum die Erlenbachhalle.
Mit dem Ausbruch des Zweiten Weltkrieges wurden wiederum viele Männer des Dorfes, das zu diesem Zeitpunkt bereits 1542 Seelen zählte, zu den Waffen geholt. Im Laufe der fünf Jahre sind 96 Männer gefallen oder wurden als vermisst gemeldet. Die einzige jüdische Familie Ober-Erlenbachs wurde bis auf den Sohn, der sich noch rechtzeitig ins Ausland retten konnte, von den Nazis ins Konzentrationslager gebracht und dort ermordet.
Zwei Kirchenglocken wurden wiederum beschlagnahmt und eingeschmolzen. Sie konnten schon 1951 durch ein massives Spendenaufkommen der Kirchengemeinde erneuert werden.
Um die Mitte des Jahres 1946 kamen die ersten Züge mit Heimatvertriebenen aus dem Osten, und zahlreiche Flüchtlingsfamilien mussten im Dorf untergebracht werden.
Gegen Ende der 1960er Jahre wurde das Gewerbegebiet am Lohwald auf der ehemaligen Viehweide ausgewiesen. Es haben sich dort namhafte Firmen niedergelassen, die vielen Ober-Erlenbachern einen Arbeitsplatz bieten konnten.
Im Jahre 1968 wurde am Holzweg eine neue Grundschule gebaut. Der katholische Kindergarten war bereits 1969 auf einhundert Plätze erweitert worden, und mit dem Bau eines zweiten Kindergartens an der Straße Emmerichshohl im Jahre 1972/1973 war der Bedarf an Kindergartenplätzen vorläufig gedeckt. 1998 wurde der katholische Kindergarten durch einen Neubau ersetzt.
Hatte es im Jahre 1852 nur etwa sechs Prozent Protestanten in Ober-Erlenbach gegeben, so waren es jetzt – vor allem durch den Zuzug von Flüchtlingen und Neubürgern – etwa ein Drittel der Gesamtbevölkerung. Im Jahre 1971 war die Zahl der evangelischen Gemeindeglieder auf 1365 angewachsen; die Gemeinde Ober-Eschbach, die bis dahin die Ober-Erlenbacher Protestanten mit betreut hatte, zog daraus die Konsequenzen und baute im selben Jahr ein eigenes Gemeindezentrum am Holzweg.
Mit der Bebauung des „Wingert“, die im Jahre 1971 begann, wurde eine Umstrukturierung eingeleitet, die inzwischen zum Abschluss gekommen ist.
Hessische Gebietsreform (1970–1977)
Zum 1. August 1972 wurde die Gemeinde, die zu diesem Zeitpunkt 3731 Einwohner zählte (Stand 30. Juni 1976), im Zuge der Gebietsreform in Hessen dem Hochtaunuskreis zugeordnet und kraft Landesgesetz in die Stadt Bad Homburg vor der Höhe als Stadtteil eingegliedert, nachdem zuvor ein Zusammenschluss mit fünf Nachbargemeinden zur Gemeinde Eschbachtal gescheitert war. Für den Stadtteil Ober-Erlenbach wurde der per Hauptsatzung ein Ortsbezirk gebildet.

## Politik
Für den Stadtteil Ober-Erlenbach besteht ein Ortsbezirk (Gebiete der ehemaligen Gemeinde Ober-Erlenbach) mit Ortsbeirat und Ortsvorsteher nach der Hessischen Gemeindeordnung. Der Ortsbeirat besteht aus neun Mitgliedern. Bei den Kommunalwahlen in Hessen 2021 betrug die Wahlbeteiligung zum Ortsbeirat Gonzenheim 59,93 %. Dabei wurden gewählt: fünf Mitglieder der CDU und jeweils zwei Mitglieder des Bündnis 90/Die Grünen und der SPD. Der Ortsbeirat wählte Martin Burk (CDU) zum Ortsvorsteher.

## Kultur und Sehenswürdigkeiten

### Sport
In Ober-Erlenbach ist der TTC OE Bad Homburg 1987 e. V. beheimatet. Die Herrenmannschaft des TTC OE spielt in der Saison 2021/22 in der 1. Bundesliga und ist damit zurzeit die höchstklassige Tischtennis-Mannschaft im Rhein-Main-Gebiet.

### Kulturdenkmäler
- Die aus dem 16. Jahrhundert stammende und heute unter Denkmalschutz stehende Zehntscheune befindet sich seit 1978 in Privatbesitz und dient Wohn- und Ausstellungszwecken.
- In der St. Martinskirche steht eine Dreymann-Orgel.

## Persönlichkeiten
- Caspar E. Schieler (1851–1934), deutsch-amerikanischer Geistlicher
- Theodor Franz Schroeder (1872–1942), hessischer Landtagsabgeordneter (Zentrum)